# Adi Winarso
Adi Winarso (11 tháng 12 năm 1950 – 8 tháng 9 năm 2023) là một chính trị gia và sĩ quan quân đội người Indonesia, ông giữ chức thị trưởng Tegal, Trung Java, trong hai nhiệm kỳ từ năm 1999 đến năm 2009. Trước khi bắt đầu sự nghiệp chính trị, ông phục vụ trong Hải quân Indonesia.

## Đầu đời
Winarso sinh ra ở làng Panggang, huyện Jepara, vào ngày 11 tháng 12 năm 1950. Lúc nhỏ, Winarso chuyển đến Tegal vì cha ông được phân công giảng dạy tại một trường trung học cơ sở ở đây. Sau khi tốt nghiệp trung học, ông tuyển vào Học viện Hải quân Indonesia, tốt nghiệp năm 1974.

## Sự nghiệp
Năm 1999, Winarso (lúc này giữ cấp bậc thuyền trưởng trong hải quân) ra tranh cử thị trưởng Tegal và giành được 13 trong tổng số 22 phiếu bầu từ hội đồng thành phố. Ông nhậm chức thị trưởng vào ngày 23 tháng 3 năm 1999. Hội đồng thành phố tái bầu ông trong nhiệm kỳ thứ hai vào tháng 1 năm 2004. Ông được đảng Golkar ủng hộ cả hai lần. Winarso đạt được 17 phiếu bầu trong khi đối thủ chính của ông, chủ tịch PDI-P địa phương Agil Abdurrohim giành được 10 phiếu. Abdurrohim khẳng định đã trả cho 12 ủy viên hội đồng PDI-P số tiền 500 triệu Rupiah, và những người ủng hộ Abdurrohim đã gây náo loạn trước tòa thị chính sau thất bại của ông.
Winarso đã khánh thành Đài tưởng niệm Bahari, kỷ niệm lịch sử của Hải quân Indonesia trong thành phố vào tháng 12 năm 2008. Trong nhiệm kỳ thị trưởng Tegal, một vài trung tâm thương mại mới được mở cửa tại thành phố, và Winarso chọn một khu phố để trở thành điểm đến ẩm thực về đêm với những người bán thức ăn đường phố. Ông còn cải tạo các khu chợ địa phương và di dời trạm xe buýt của thành phố đến vị trí mới với không gian rộng hơn. Gần cuối nhiệm kỳ thị trưởng, Winarso tham gia một talkshow do các nhà quan sát văn hóa địa phương sắp xếp, chương trình được tổ chức bởi ứng cử viên liên danh với Abdurrohim trong khi Abdurrohim cũng tham gia chương trình này. Nhiệm kỳ của Winarso kết thúc vào ngày 23 tháng 3 năm 2009 và được kế nhiệm bởi Ikmal Jaya.
Sau nhiệm kỳ thị trưởng, vào năm 2014, ông bị Ủy ban Phòng chống Tham nhũng thẩm vấn khi là nhân chứng liên quan đến cuộc điều tra về Ikmal Jaya. Ông nhập viện vào năm 2021 do bệnh đường hô hấp.

## Qua đời
Adi Winarso qua đời tại Surabaya vào ngày 8 tháng 9 năm 2023, ở tuổi 72. Ông được an táng vào ngày hôm sau tại thành phố này.